# Carlsens Kvarter
 For alternative betydninger, se Carlsens Kvarter (flertydig). (Se også artikler, som begynder med Carlsens Kvarter)
Carlsens Kvarter er et værtshus beliggende i Odense.
Værtshuset blev etableret af Henning Carlsen i januar 1972 i lokaler, der tidligere husede Albani Apotek. Det originale loft i loft i opalglas er bevaret. Siden 1991 har stedet været ejet af Benny Weble.
Carlsens Kvarter er kendt blandt ølkendere for sit store udvalg af danske og udenlandske specialøl, bl.a. belgiske trappistøl, som man har haft egen import af siden 1997. I 1998 holdt foreningen Danske Ølentusiaster sin stiftende generalforsamling på stedet.